# 大波蘭地區戈茹夫
大波蘭地區戈茹夫（波蘭語：Gorzów Wielkopolski）是位於波蘭西部的一個城市，位于奥德河东岸，人口約11.5萬。1892-1945年間属于德国勃兰登堡省法兰克福行政区，舊稱瓦尔特河畔兰茨贝格（德語：Landsberg an der Warthe）；1945年随奥德河-尼斯河線的划分被割让给波兰。自1999年起，大波蘭地區戈茹夫成為盧布斯卡省的兩個首府之一（另外一個是綠山城）。

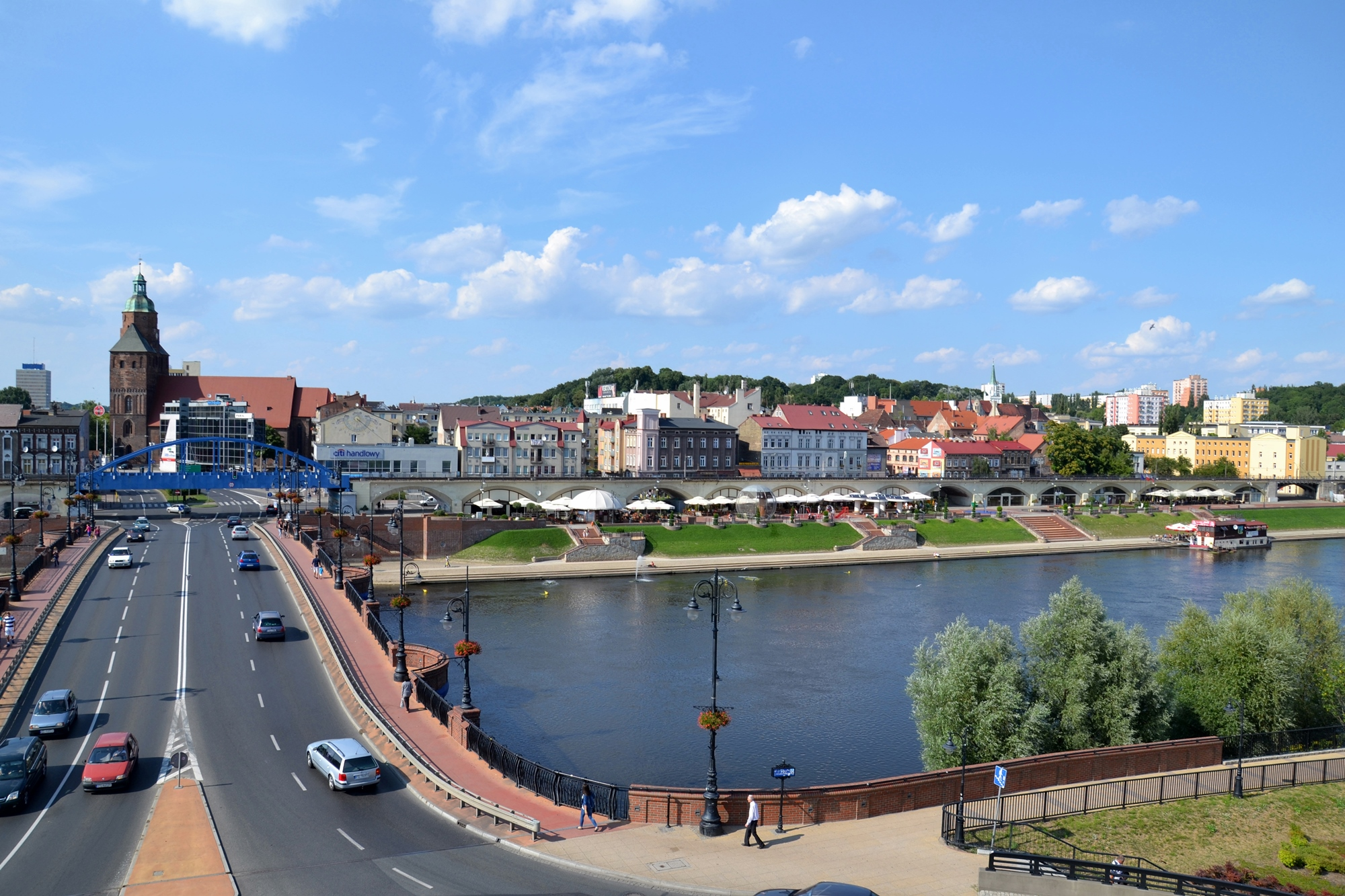

## 友好城市
- 德国 奧得河畔法蘭克福
- 義大利 卡瓦-德蒂雷尼
- 德国 黑爾福德
- 義大利 泰拉莫
- 德国 埃伯斯瓦爾德
- 瑞典 延雪平
- 乌克兰 蘇梅[2]